# James Fauntleroy
James Edward Fauntleroy II (Inglewood, 16 de maio de 1984) é um cantor, compositor e produtor musical norte-americano, conhecido por trabalhar com Frank Ocean, Kendrick Lamar, Drake, Bruno Mars e outros.